# Pedro Rahola
Pedro Rahola Molinas (Rosas, 16 de julio de 1877-Barcelona, 2 de marzo de 1956) fue un político y abogado español. Prohombre de la Lliga Regionalista catalana, sería varias veces diputado en el Congreso de los Diputados y ministro durante el periodo de la Segunda República. También desempeñó la presidencia del Ateneo Barcelonés.

## Biografía
Nació en Rosas en 1877. Realizó estudios en un colegio de Figueras, donde trabó amistad personal con Francisco Cambó,
Miembro inicial de la Unió Regionalista, posteriormente sería un destacado dirigente de la Lliga Regionalista, por cuyas listas fue elegido diputado por Barcelona en todas las elecciones celebradas en España entre 1914 y 1923 —excepto en las de 1916, fecha en la que se presentó al Senado, ocupando un escaño como senador entre 1916 y 1917—. Tras el golpe de Estado de Primo de Rivera, se opuso a la dictadura, por lo que tuvo que dimitir de su cargo de presidente del Ateneo Barcelonés en 1924.
Con la proclamación de la Segunda República se presentó a las elecciones de junio de 1931, sin llegar a obtener el escaño de diputado por Barcelona. Sin embargo, en los comicios parciales celebrados el 4 de octubre de ese año lograría finalmente obtener acta de diputado, tras conseguir 30 153 votos. Volvió a obtener acta de diputado en los comicios de 1933 y 1936. Durante la legislatura parlamentaria de 1933-1936 Rahola ocupó una de las vicepresidencias de las Cortes.
Participó en la transformación de la Lliga Regionalista en la Lliga Catalana, en 1933.
Durante el bienio radical-cedista fue ministro de Marina en los dos gobiernos que entre el 25 de septiembre y el 14 de diciembre de 1935 presidió de forma sucesiva Joaquín Chapaprieta. Todavía permanecería un tiempo más como miembro del gobierno presidido por Manuel Portela Valladares —como ministro sin cartera—, hasta su cese el 30 de diciembre.
Tras el estallido de la Guerra civil, advertido del peligro que corría de caer en manos de los «incontrolados», Rahola marchó al exilio y se trasladó a la Italia fascista con su familia. Como consecuencia, sus bienes le fueron incautados. Hacía 1937 se trasladó a Pamplona, siendo detenido y encarcelado un par de días por «catalanista»; sería puesto en libertad tras las gestiones realizadas por Luis Puig de la Bellacasa. En 1939 volvió a establecerse en Barcelona, después de que las autoridades franquistas le devolvieran sus bienes anteriormente confiscados. Desde ese momento se retiró de la actividad política.
Falleció en Barcelona al anochecer del 2 de marzo de 1956, a los 78 años de edad. Fue enterrado en el cementerio de Rosas.

## Vida personal
Llegó a ser retratado por el pintor catalán Ramón Casas, obra que actualmente se encuentra en el Museo Nacional de Arte de Cataluña.
Un familiar suyo muy conocido es la periodista y expolítica Pilar Rahola.